# Уланци
Уланци (мкд. Уланци) су насеље у Северној Македонији, у средишњем делу државе. Уланци управно припадају општини Градско.

## Географија
Уланци су смештени у средишњем делу Северне Македоније. Од најближег већег града, Велеса, насеље је удаљено 30 km јужно.
Рељеф: Насеље Уланци се налази у историјској области Тиквеш. Село је положено у долини Вардара, близу ушћа Брегалнице у њега. Источно од насеља уздиже се побрђе Сландол. Насеље је положено на приближно 140 метара надморске висине. 
Месна клима је измењена континентална са значајним утицајем Егејског мора (жарка лета).

## Становништво
Уланци су према последњем попису из 2002. године имали 80 становника. 
Већинско становништво у насељу су етнички Македонци (90%), а остало су махом Турци (9%).
Претежна вероисповест месног становништва је православље.